# Estación Compañía
Compañía fue una estación de ferrocarril que se hallaba dentro de la comuna de La Serena, en la Región de Coquimbo de Chile. Fue parte del Longitudinal Norte, circulando también por dicha estación el ramal La Serena-Rivadavia, y actualmente se encuentra inactiva.

## Historia
No existe certeza sobre la fecha exacta de apertura de la estación, sin embargo la vía sobre la cual se sitúa es la misma que era utilizada por el la vía férrea que unía La Serena con Rivadavia y que fue inaugurada el 4 de agosto de 1884. Enrique Espinoza consigna la estación en 1897, al igual que José Olayo López en 1910 y Santiago Marín Vicuña en 1910, quienes también la incluyen en sus listados de estaciones ferroviarias. En 1923 fueron concluidas las obras para la casa del cambiador de vía.
Entre el sector donde se encontraba la estación Compañía y la estación La Serena inicialmente existía un tramo de trocha angosta (utilizado por el ferrocarril de La Serena a Rivadavia) dentro de la vía férrea del ferrocarril que unía La Serena con Coquimbo con el fin de evitar la construcción de un segundo puente ferroviario sobre el río Elqui.
La estación Compañía habría dejado de prestar servicios antes de los años 1950, ya que mapas de 1958 no consignan la existencia de dicha estación. En los años 1960 parte de los terrenos de la estación fueron vendidos. Actualmente la estación se encuentra abandonada y solamente queda en pie una pequeña estructura que correspondería al paradero.